# Xia You Qiao Mu
Xia You Qiao Mu (en chino, 夏有乔木 雅望天堂), es una película romántica chino-surcoreana de 2016. Está dirigida por Choi Jin Gyu y sus protagonistas son Kris Wu, Han Geng, Joo Won y Lu Shan. Se programó para su lanzamiento en China por Heng Ye Film Distribution el 5 de agosto de 2016.

## Reparto
- Kris Wu como Xia Mu.[1][3]
  - Sung Yu-bin como Xia Mu (joven).
- Han Geng[1]
- Lu Shan[1]
- Bao Bei'er[1]
- Joo Won[1]
- Zhang Yao[1]